# El Mezclero
El Mezclero är en ort i Mexiko.   Den ligger i kommunen Tlapacoyan och delstaten Veracruz, i den sydöstra delen av landet, 220 km öster om huvudstaden Mexico City. El Mezclero ligger 145 meter över havet och antalet invånare är 223.
Terrängen runt El Mezclero är platt österut, men västerut är den kuperad. Runt El Mezclero är det tätbefolkat, med 308 invånare per kvadratkilometer. Närmaste större samhälle är Martínez de la Torre, 11,6 km öster om El Mezclero. Omgivningarna runt El Mezclero är en mosaik av jordbruksmark och naturlig växtlighet.